# Ste. Rose du Lac
Ste. Rose du Lac – miasto w Kanadzie, w prowincji Manitoba, ok. 300 km na północny zachód od stolicy prowincji, Winnipeg. Ste. Rose du Lac zostało nazwane na cześć Róża z Limy, świętej pochodzącej z Ameryki Południowej.
Liczba mieszkańców Ste. Rose du Lac wynosi 995. Język angielski jest językiem ojczystym dla 72,8%, francuski dla 19,6% mieszkańców (2006).